# Comunitat Europea de Defensa

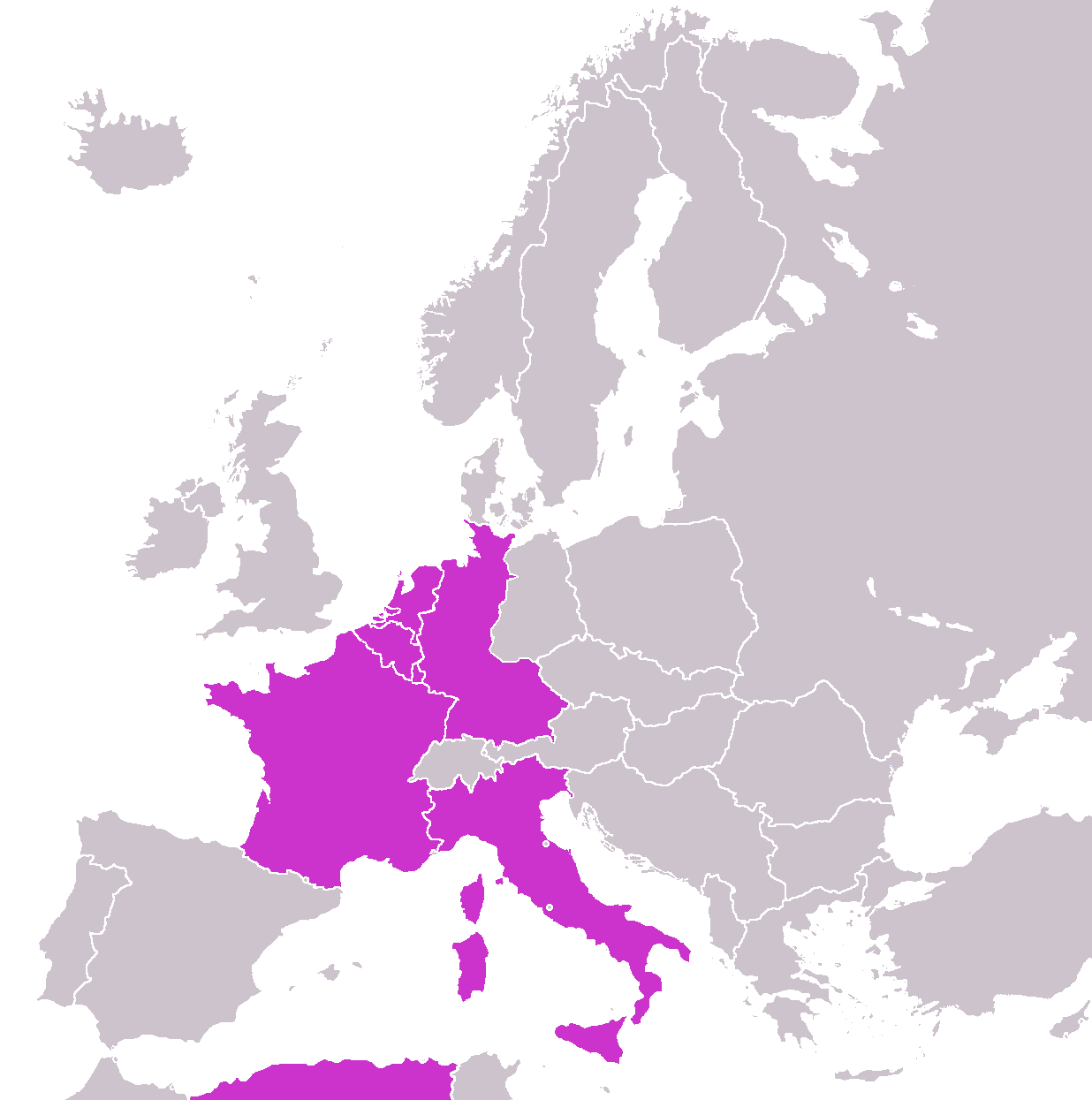
Països que haurien format part de la Comunitat Europea de Defensa, d'acord amb el Pla Pleven.

La Comunitat Europea de Defensa (CED) va ser un projecte adoptat pels sis països fundadors de l'anterior Comunitat Europea del Carbó i de l'Acer per tal de fer un pas definitiu en la integració militar i defensiva d'Europa. Signat ja pels representants dels governs dels mencionats estats el 27 de maig de 1952, el projecte va sofrir un canvi inesperat en la seva fase de ratificació quan l'Assemblea Nacional francesa va denegar, a l'agost de 1954, la seva aprovació definitiva al Tractat constitutiu, i a conseqüència d'això aquest mai no va entrar en vigor i la Comunitat Europea de Defensa no va arribar a néixer pròpiament.

## El projecte
La Comunitat, proposada el 1950 pel cap de govern francès René Pleven amb el suport de Jean Monnet i també de Robert Schuman, preveia la creació d'unes forces armades europees que excloïen la capacitat dels seus estats de dotar-se -excepte en alguns casos específics, prevists en el mateix Tractat- d'exèrcits autònoms al marge d'aquella; així s'excloïa la possibilitat d'una guerra fratricida com havia estat la Segona Guerra Mundial, alhora que emergia, al nou escenari d'una guerra freda, un nou bloc que, encara molt lligat a l'OTAN, permetria portar una relació més fàcil de convivència amb l'expansiva Unió Soviètica. El pla va ser sòlidament impulsat pels Estats Units, que veien en ell l'única manera viable de garantir la seguretat a Europa sense necessitat de desplegar allà les seves pròpies tropes, tot plegat sense perdre la seva influència en el continent.
El seu enfonsament, causat per la forta oposició sobiranista del sector gaullista del parlament gal, va suposar un duríssim cop a la construcció europea des de dins i va portar a sobre l'abandonament de tota idea de cooperació militar continental formal, fins a l'entrada en vigor del Tractat d'Amsterdam el 1999, quan per primera vegada els Estats van consentir en incloure un tímid embrió de política comuna de defensa, la PESC (avui Política Comuna de Seguretat i Defensa (PCSD).